# Церковь Амбара
Церковь Амбара — разрушенный христианский храм VIII (или IX века) в Гудаутском районе Абхазии. Церкви типа Амбара составляют особую подгруппу в типе базилик. Снаружи она выглядит как обычная базилика, но внутренний интерьер представляется как однонефная церковь, фланкированная боковыми помещениями. Историк византийской архитектуры Ханс Бухвальд применил к подобного рода сооружениям термин «базилика с изолированными боковыми нефами». Во время турецкого владычества храм был разрушен

## Местонахождение
Церковь находится в 400 м от побережья Чёрного моря, в устье небольшой реки Амбары, в 2 км от ближайшего населённого пункта посёлка городского типа Мысра (Мюссера).

## Описание
Трёхапсидная трёхнефная церковь в плане имеет вид прямоугольника размерами 20×15 м. Центральный неф выше и шире боковых. Внутренний интерьер базилики имеет отличительные особенности от традиционного базиликального облика: центральный неф отделён от боковых не аркадами, а обычными сплошными стенами с одним дверным проёмом в каждой стене. Южная дверь более широкая. В центральный неф свет проникал через окна, расположенные в верхней части стен.
Боковые нефы отличаются друг от друга своей планировкой. Северный неф не имеет выхода наружу. Он хорошо освещался четырьмя окнами. Восточная часть северного нефа соединяется узким проёмом с центральной апсидой.
Южный неф сложнее северного и состоит из двух отдельных частей, каждая с небольшой апсидкой. Восточный компартимент южного нефа соединён проёмом с центральной апсидой и не имеет выхода наружу и в главную часть нефа. Скорее всего он выполнял функцию дьяконника. Главная часть южного нефа соединена с наружным пространством трёхпролётной аркадой, которая по фасаду завершается фронтоном. Тройная арка подчёркивала особую важность и торжественность главного входа.
Западная стена имеет дверной проём в нартекс и два окна по сторонам проёма. В верхнем ярусе западной стены расположены три оконных проёма, из которых центральный широкий и высокий. Вход из нартекса в центральный неф имеет три арочных проёма с широким и высоким средним. Верхний этаж нартекса открывается в центральный неф также тремя арками. Архитектурный стиль тройных арок повторяется в храме неоднократно.
Стены церкви, сложенные из тёсаного известняка, имеют толщину 0,75 м. Арки и своды апсиды выложены из пористого серого камня. В растворе содержится мелкая галька. Храм неоднократно подвергался перестройкам. Свод центрального нефа опирается на консоли, а не на первоначальные опорные пилястры, которые сохранились в стенах, по обеим сторонам от дверных проёмов, ведущих в боковые нефы. Амбара предположительно датируется VIII или IX веком. Г. Н. Чубинашвили отнёс церковь Амбара к особому архитектурному типу и дал наименование «трёхцерковная базилика».